# تام بيلي
تام بيلي (بالإنجليزية: Tam Baillie)‏ هو موظف مدني بريطاني، ولد في 1957 في Lennoxtown ‏ في المملكة المتحدة.